# Annona deminuta
Espèce
Statut de conservation UICN

 VU D2 : Vulnérable
Annona deminuta est une espèce de plantes de la famille des Annonaceae.

## Publication originale
- Acta Horti Bergiani 12: 212, f. 14, a–d. 1934.